# Inonotus papyrinus
Inonotus papyrinus är en svampart som beskrevs av Ryvarden 2005. Inonotus papyrinus ingår i släktet Inonotus och familjen Hymenochaetaceae.   Inga underarter finns listade i Catalogue of Life.